# Liješće (miasto Ozalj)
Liješće – wieś w Chorwacji, w żupanii karlowackiej, w mieście Ozalj. W 2011 roku liczyła 37 mieszkańców.